# Таміка болотяна
Та́міка болотяна (Cisticola cinnamomeus) — вид горобцеподібних птахів родини тамікових (Cisticolidae). Мешкає в Центральній і Південній Африці. Раніше болотяна таміка вважалася конспецифічною з світлоголовою тамікою (Cisticola brunnescens), однак була визнана окремим видом в 2000 році.

## Підвиди
Виділяють три підвиди:
- C. c. midcongo Lynes, 1938 — південно-східний Габон, Республіка Конго і захід ДР Конго;
- C. c. cinnamomeus Reichenow, 1904 — від центральної Анголи до південної Танзанії і Ботсвани;
- C. c. egregius (Roberts, 1913) — південнь Мозамбіку і схід ПАР.

## Поширення і екологія
Болотяні таміки живуть на болотах і вологих високогірних луках.